# Gran Premi d'Emília-Romanya del 2022
El Gran Premi d'Emília-Romanya de Fórmula 1, la quarta carrera de la temporada 2022, es disputà al Autodromo Enzo e Dino Ferrari a Imola, entre els dies 22 al 24 d'abril de 2022.

## Precedents
Aquest serà el primer gran premi de la temporada a realitzar la qualificació esprint, la cursa classificatória que definirà la graella de sortida de la cursa en l'endemà, més amb la diferència en què els pilots que finalitzaren entre entre el primer i el vuitè llocs durante la cursa classificatòria rebran punts.
A continuació es mostra la puntuació esprint d'aquesta temporada en comparació amb la temporada anterior.
| Any  | Posició | 1r | 2n | 3r | 4t | 5è | 6è | 7è | 8è |
| ---- | ------- | -- | -- | -- | -- | -- | -- | -- | -- |
| 2022 | Punts   | 8  | 7  | 6  | 5  | 4  | 3  | 2  | 1  |
| 2021 | Punts   | 3  | 2  | 1  |    |    |    |    |    |

## Qualificació
La qualificació per la cursa classificatòria es va celebrar el dia 22 d'abril.
| Pos.               | Nº | Pilot            | Equip/Motor           | Part 1   | Part 2   | Part 3   | Graella |
| ------------------ | -- | ---------------- | --------------------- | -------- | -------- | -------- | ------- |
| 1                  | 1  | Max Verstappen   | Red Bull-RBPT         | 1:19.295 | 1:18.793 | 1:27.999 | 1       |
| 2                  | 16 | Charles Leclerc  | Ferrari               | 1:18.796 | 1:19.584 | 1:28.778 | 2       |
| 3                  | 4  | Lando Norris     | McLaren-Mercedes      | 1:20.168 | 1:19.294 | 1:29.131 | 3       |
| 4                  | 14 | Fernando Alonso  | Alpine-Renault        | 1:20.147 | 1:19.902 | 1:29.164 | 4       |
| 5                  | 20 | Kevin Magnussen  | Haas-Ferrari          | 1:20.198 | 1:19.595 | 1:29.202 | 5       |
| 6                  | 3  | Daniel Ricciardo | McLaren-Mercedes      | 1:19.980 | 1:20.031 | 1:29.742 | 6       |
| 7                  | 11 | Sergio Pérez     | Red Bull-RBPT         | 1:19.773 | 1:19.296 | 1:29.808 | 7       |
| 8                  | 77 | Valtteri Bottas  | Alfa Romeo-Ferrari    | 1:20.419 | 1:20.192 | 1:30.439 | 8       |
| 9                  | 5  | Sebastian Vettel | Aston Martin-Mercedes | 1:20.364 | 1:19.957 | 1:31.062 | 9       |
| 10                 | 55 | Carlos Sainz Jr. | Ferrari               | 1:19.305 | 1:18.990 | S/temps  | 10      |
| 11                 | 63 | George Russell   | Mercedes              | 1:20.383 | 1:20.757 |          | 11      |
| 12                 | 47 | Mick Schumacher  | Haas-Ferrari          | 1:20.422 | 1:20.916 |          | 12      |
| 13                 | 44 | Lewis Hamilton   | Mercedes              | 1:20.470 | 1:21.138 |          | 13      |
| 14                 | 24 | Guanyu Zhou      | Alfa Romeo-Ferrari    | 1:19.730 | 1:21.434 |          | 14      |
| 15                 | 18 | Lance Stroll     | Aston Martin-Mercedes | 1:20.342 | 1:28.119 |          | 15      |
| 16                 | 22 | Yuki Tsunoda     | AlphaTauri-RBPT       | 1:20.474 |          |          | 16      |
| 17                 | 10 | Pierre Gasly     | AlphaTauri-RBPT       | 1:20.732 |          |          | 17      |
| 18                 | 6  | Nicholas Latifi  | Williams-Mercedes     | 1:21.971 |          |          | 18      |
| 19                 | 31 | Esteban Ocon     | Alpine-Renault        | 1:22.338 |          |          | 19      |
| 107%Temps:1:24.311 |    |                  |                       |          |          |          |         |
| NC                 | 23 | Alexander Albon  | Williams-Mercedes     | S/temps  |          |          | 20      |
| Font:              |    |                  |                       |          |          |          |         |

## Cursa classificatória
La cursa classificatória será en el dia 23 d'abril.
| Pos.  | Nº | Pilot            | Equip/Motor           | Voltes | Temps/Retirada | Graella | Punts |
| ----- | -- | ---------------- | --------------------- | ------ | -------------- | ------- | ----- |
| 1     | 1  | Max Verstappen   | Red Bull-RBPT         | 21     | 30:39.567      | 1       | 8     |
| 2     | 16 | Charles Leclerc  | Ferrari               | 21     | +2.975         | 2       | 7     |
| 3     | 11 | Sergio Pérez     | Red Bull-RBPT         | 21     | +4.721         | 7       | 6     |
| 4     | 55 | Carlos Sainz Jr. | Ferrari               | 21     | +17.578        | 10      | 5     |
| 5     | 4  | Lando Norris     | McLaren-Mercedes      | 21     | +24.561        | 3       | 4     |
| 6     | 3  | Daniel Ricciardo | McLaren-Mercedes      | 21     | +27.740        | 6       | 3     |
| 7     | 77 | Valtteri Bottas  | Alfa Romeo-Ferrari    | 21     | +28.133        | 8       | 2     |
| 8     | 20 | Kevin Magnussen  | Haas-Ferrari          | 21     | +30.712        | 4       | 1     |
| 9     | 14 | Fernando Alonso  | Alpine-Renault        | 21     | +32.278        | 5       |       |
| 10    | 47 | Mick Schumacher  | Haas-Ferrari          | 21     | +33.773        | 12      |       |
| 11    | 63 | George Russell   | Mercedes              | 21     | +36.284        | 11      |       |
| 12    | 22 | Yuki Tsunoda     | AlphaTauri-RBPT       | 21     | +38.298        | 16      |       |
| 13    | 5  | Sebastian Vettel | Aston Martin-Mercedes | 21     | +40.177        | 9       |       |
| 14    | 44 | Lewis Hamilton   | Mercedes              | 21     | +41.459        | 13      |       |
| 15    | 18 | Lance Stroll     | Aston Martin-Mercedes | 21     | +42.910        | 15      |       |
| 16    | 31 | Esteban Ocon     | Alpine-Renault        | 21     | +43.517        | 19      |       |
| 17    | 10 | Pierre Gasly     | AlphaTauri-RBPT       | 21     | +43.794        | 17      |       |
| 18    | 23 | Alexander Albon  | Williams-Mercedes     | 21     | +48.871        | 20      |       |
| 19    | 6  | Nicholas Latifi  | Williams-Mercedes     | 21     | +52.017        | 18      |       |
| 20    | 24 | Guanyu Zhou      | Alfa Romeo-Ferrari    | 0      | Col·lisió      | 14      |       |
| Font: |    |                  |                       |        |                |         |       |

## Resultats de la cursa
La cursa es va celebrar el dia 24 d'abril.
| Pos.                                                                     | Nº | Pilot            | Equip/Motor           | Voltes | Temps/Retirada | Graella | Punts |
| ------------------------------------------------------------------------ | -- | ---------------- | --------------------- | ------ | -------------- | ------- | ----- |
| 1                                                                        | 1  | Max Verstappen   | Red Bull-RBPT         | 63     | 1:32:07.986    | 2       | 261   |
| 2                                                                        | 11 | Sergio Pérez     | Red Bull-RBPT         | 63     | +16.527        | 3       | 18    |
| 3                                                                        | 4  | Lando Norris     | McLaren-Mercedes      | 63     | +34.834        | 7       | 15    |
| 4                                                                        | 63 | George Russell   | Mercedes              | 63     | +42.506        | 6       | 12    |
| 5                                                                        | 77 | Valtteri Bottas  | Alfa Romeo-Ferrari    | 63     | +43.181        | 12      | 10    |
| 6                                                                        | 16 | Charles Leclerc  | Ferrari               | 63     | +56.027        | 1       | 8     |
| 7                                                                        | 22 | Yuki Tsunoda     | AlphaTauri-RBPT       | 63     | +1:01.110      | 13      | 6     |
| 8                                                                        | 5  | Sebastian Vettel | Aston Martin-Mercedes | 63     | +1:10.892      | 17      | 4     |
| 9                                                                        | 20 | Kevin Magnussen  | Haas-Ferrari          | 63     | +1:15.260      | 16      | 2     |
| 10                                                                       | 18 | Lance Stroll     | Aston Martin-Mercedes | 62     | +1 volta       | 15      | 1     |
| 11                                                                       | 23 | Alexander Albon  | Williams-Mercedes     | 62     | +1 volta       | 18      |       |
| 12                                                                       | 10 | Pierre Gasly     | AlphaTauri-RBPT       | 62     | +1 volta       | 17      |       |
| 13                                                                       | 44 | Lewis Hamilton   | Mercedes              | 62     | +1 volta       | 14      |       |
| 14                                                                       | 31 | Esteban Ocon     | Alpine-Renault        | 62     | +1 volta2      | 16      |       |
| 15                                                                       | 24 | Guanyu Zhou      | Alfa Romeo-Ferrari    | 62     | +1 volta       | PL      |       |
| 16                                                                       | 6  | Nicholas Latifi  | Williams-Mercedes     | 62     | +1 volta       | 19      |       |
| 17                                                                       | 47 | Mick Schumacher  | Haas-Ferrari          | 62     | +1 volta       | 10      |       |
| 18                                                                       | 3  | Daniel Ricciardo | McLaren-Mercedes      | 62     | +1 volta       | 6       |       |
| Ret                                                                      | 14 | Fernando Alonso  | Alpine-Renault        | 6      | Col·lisió      | 9       |       |
| Ret                                                                      | 55 | Carlos Sainz Jr. | Ferrari               | 0      | Col·lisió      | 4       |       |
| Volta ràpida: — Max Verstappen (Red Bull-RBPT) – 1:18.446 (en el lap 55) |    |                  |                       |        |                |         |       |
| Font:                                                                    |    |                  |                       |        |                |         |       |

Notes
- ^1  – Inclòs punt extra per volta ràpida.
- ^2  – Esteban Ocon fou penalitzat per 5 segons per sortir irregularment en el pitlane.

## Classificació després de la cursa
| Pos. | Pilot            | Punts | Canvis |
| ---- | ---------------- | ----- | ------ |
| 1    | Charles Leclerc  | 86    | =      |
| 2    | Max Verstappen   | 59    | 4      |
| 3    | Sergio Pérez     | 54    | 1      |
| 4    | George Russell   | 49    | 2      |
| 5    | Carlos Sainz Jr. | 38    | 2      |

| Pos. | Constructor        | Punts | Canvis |
| ---- | ------------------ | ----- | ------ |
| 1    | Ferrari            | 104   | =      |
| 2    | Red Bull-RBPT      | 65    | 1      |
| 3    | Mercedes           | 55    | 1      |
| 4    | McLaren-Mercedes   | 46    | =      |
| 5    | Alfa Romeo-Ferrari | 25    | 1      |